# 赵伟铎
赵伟铎（1932年10月—），男，汉族，北京人，中华人民共和国政治人物。曾任民革中央委员，民革河北省委副主委。第七、八、九届全国政协委员。